# 霍羅代茨 (科羅斯堅區)
霍羅代茨，是烏克蘭的村落，位於該國北部日托米爾州，2020年乌克兰行政区划改革以后由科罗斯坚区負責管轄（此前隶属奧夫魯奇區），始建於1750年，面積2.76平方公里，海拔高度306米，2001年人口754。